# 彼女が彼女を愛する時
『彼女が彼女を愛する時』（ 英：Girl Play ）は、2004年製作のアメリカ映画。
日本では、2006年の第15回東京国際レズビアン&ゲイ映画祭（7月17日）にて、『ガール・プレイ』というタイトルで上映された。）

## キャスト
- ロビン:ロビン・グリーンスパン
- レイシー:レイシー・ハーモン
- ガブリエル：ドム・デルイーズ
- 歌手：サラ・バレリス
- ロビンの母親：ミンク・ストール
- 両親の友人：ジナ・G・ゴフ(クレジットなし)